# Соловьёв, Николай Дмитриевич
Николай Дмитриевич Соловьёв (род. 9 декабря 1950, Ижевск, РСФСР, СССР) — советский хоккеист, мастер спорта СССР, заслуженный тренер России.

## Биография
Воспитанник ижевского «Зенита». Начинал заниматься в детской ижевской команде «Италмас», где выиграл зональный турнир «Золотая шайба» и поехал в Москву для участия в финале. После была детская школа «Зенит», которой руководил Вячеслав Александрович Батинов. В 17 лет был приглашён в клуб Механического завода «Металлист», вышедший на ведущие роли в республиканских состязаниях и вплотную приблизившийся к выходу на всесоюзную арену.
Затем были глазовский «Прогресс» и хабаровский СКА. После армии вернулся в Ижевск и за восемь сезонов прошёл с «Ижсталью» путь от второй лиги до высшей. Регулярно входил в число лучших бомбардиров команды. Первый капитан «Ижстали» в Высшей лиге. В сезоне 1974/75 некоторое время провёл в московском «Спартаке», а под занавес карьеры три сезона отыграл в Череповце.
Закончил УдГУ и ВШТ при ГЦОЛИФК. В 1986 году вошёл в тренерский штаб «Ижстали», а походу сезона стал главным тренером. При Соловьёве в состав стали включаться молодые воспитанники, он дал дорогу Маслову, Маслюкову, Логинову и многим другим. Свёл в одно звено братьев Орловых и Сергея Абрамова.

## Игровая карьера
- 1968—1970 «Прогресс» (Глазов)
- 1970—1973 СКА (Хабаровск)
- 1973—1980 «Ижсталь» (Ижевск)
- 1974—1975 «Спартак» (Москва)
- 1980—1983 «Металлург» (Череповец)

## Тренерская карьера
- 1986—1989 «Ижсталь» (Ижевск)
- 1989—1994 «Сокол» (Новочебоксарск)
- 1994—1996 «Нефтехимик» (Нижнекамск)
- 1996—1997 ХК «Липецк» (Липецк)
- 1997—1998 «Северсталь» (Череповец)
- 1998—1999 «Кристалл» (Электросталь)
- 1999—2000 «Нефтехимик» (Нижнекамск)
- 2000—2002 «Спартак» (Москва)
- 2002—2005 «Металлург» (Новокузнецк)
- 2005—2006 «СКА» (Санкт-Петербург)
- 2006—2007 ХК «МВД» (Подольск)
- 2008—2013 «Югра» (Ханты-Мансийск)
- 2014—2015 «Северсталь» (Череповец)
- 2015—2016 «Металлург» (Новокузнецк)
- 2016 «Нефтехимик» (Нижнекамск)